# Porto di Ripetta
Il porto di Ripetta, o porto Clementino, era uno scalo fluviale di Roma situato lungo il Tevere, nell'area antistante alla chiesa di San Girolamo dei Croati.

## Storia e descrizione
Nel XIV secolo, nell'area antistante alla chiesa di San Rocco all'Augusteo esisteva un piccolo porto rudimentale utilizzato per lo scarico di legname, carbone e vino. Solamente all'inizio del Settecento papa Clemente XI approvò il progetto per la realizzazione di un nuovo porto dall'aspetto monumentale, dotato di banchine, scalinate e piazzali. Il disegno fu affidato all'architetto Alessandro Specchi, che si avvalse della collaborazione di Carlo Fontana. L'opera, per la cui costruzione furono impiegati materiali di spoglio provenienti dal Colosseo, fu inaugurata il 16 agosto 1704.
La costruzione, significativo esempio di architettura tardobarocca, era caratterizzata da due ampie scalinate curve, che collegavano le banchine al livello del piano stradale; al centro si apriva un emiciclo, dove era collocata una fontana per abbeverare gli animali da soma impiegati nel trasporto delle mercanzie. Ai lati dell'emiciclo si innalzavano due colonne, le quali furono utilizzate per indicare il livello raggiunto dalle alluvioni del Tevere.
Nel tempo il porto subì un rapido degrado, e fu infine demolito a seguito della costruzione dei "muraglioni" del Tevere, la cui necessità fu stabilita dopo la piena del 1870 e la cui costruzione iniziò nel 1875. A immagine del porto disegnato da Specchi e Fontana, a fine secolo, fu edificato un nuovo approdo, tuttora presente sulla stessa riva meno di un chilometro a monte e denominato in seguito: Scalo de Pinedo (1925) in onore del generale Francesco de Pinedo.

## Galleria d'immagini

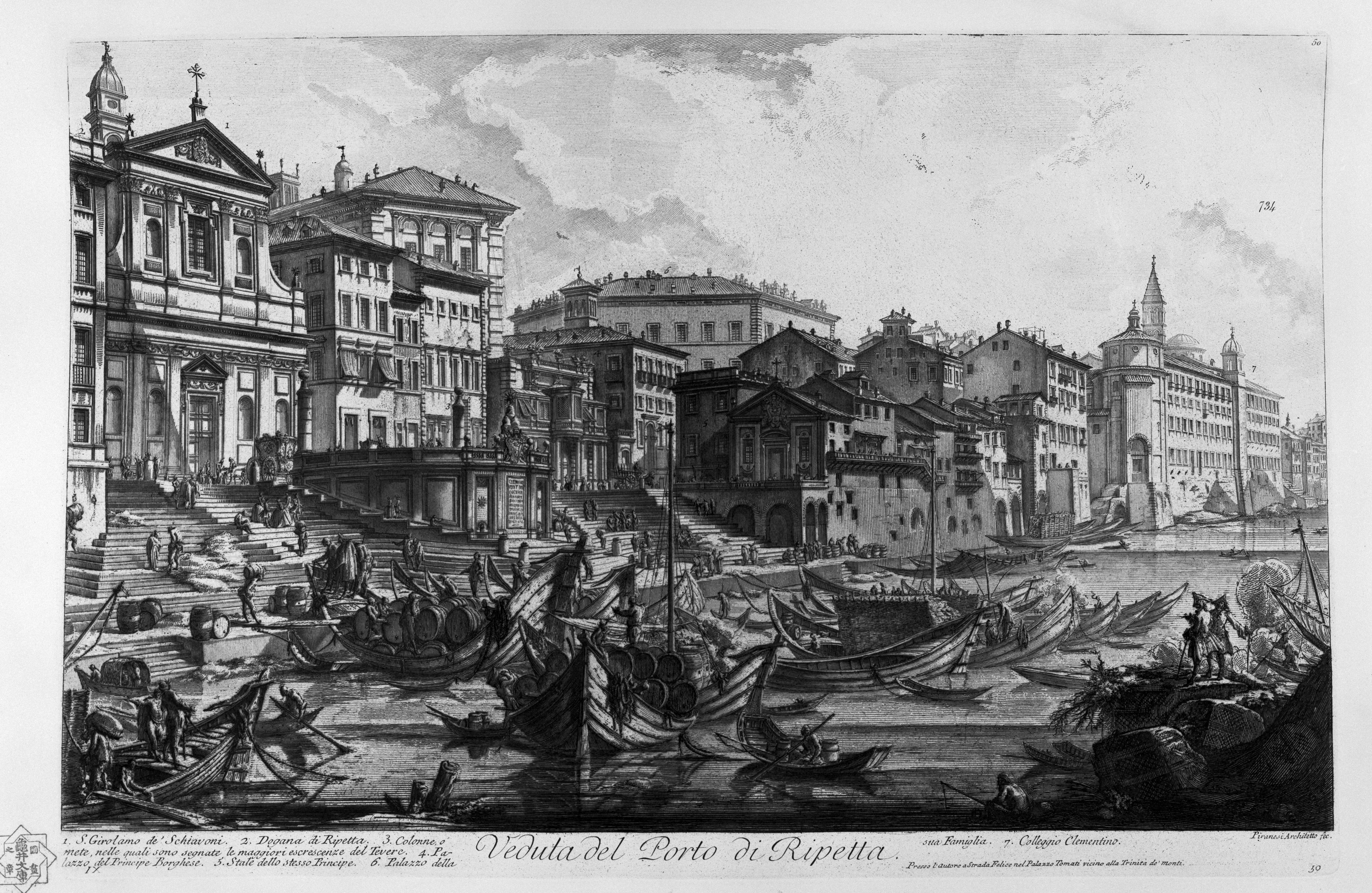
Incisione di Giovanni Battista Piranesi (ca. 1750)
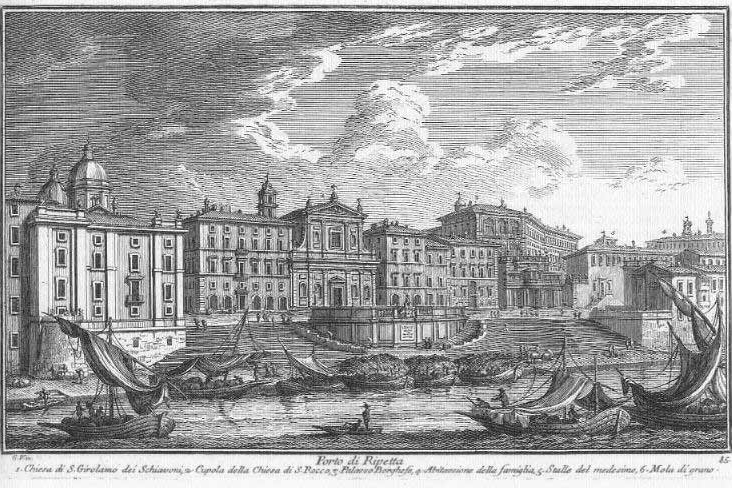
Incisione di Giuseppe Vasi (1754)
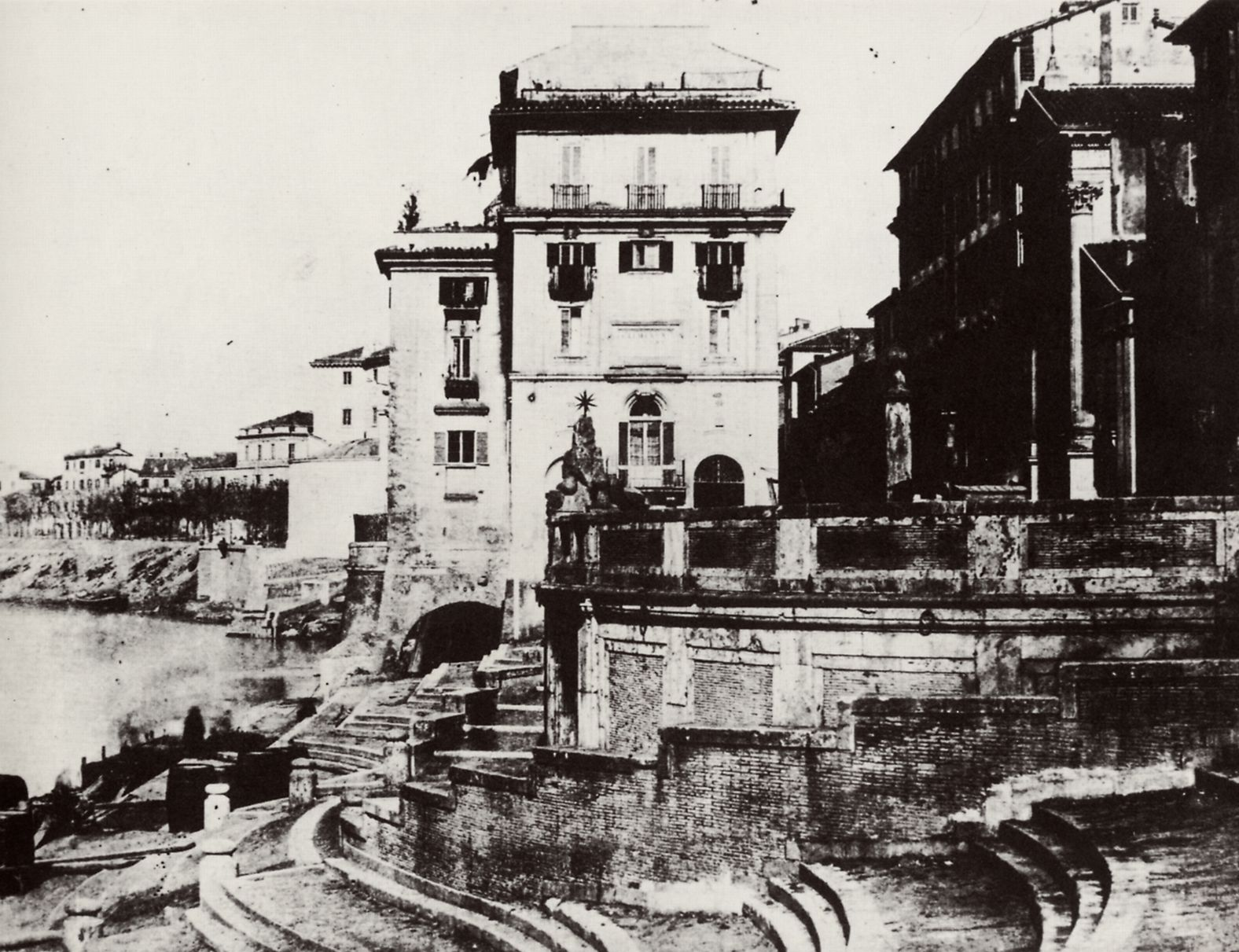
Fotografia di Lodovico Tuminello (ca. 1860)
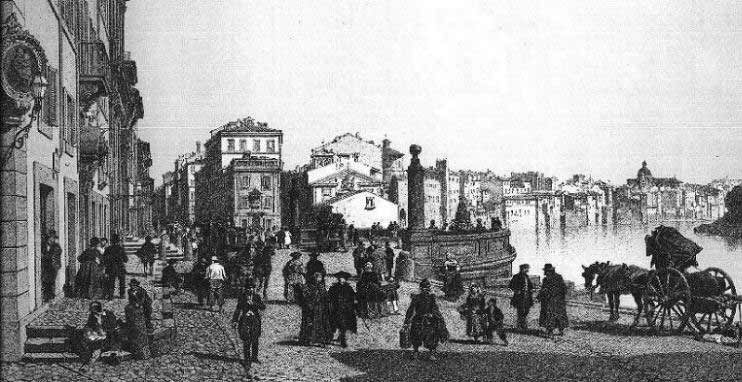
Litografia di Philippe Benoist (1870)